# Wilhelm List
Wilhelm List (14 de maig de 1880 - 17 d'agost de 1971) va ser un mariscal de camp alemany durant la Segona Guerra Mundial que va ser condemnat per crims de guerra per un tribunal de l'exèrcit nord-americà després de la guerra. List va comandar el 14è Exèrcit en la invasió de Polònia i el 12è Exèrcit en les invasions de França, Iugoslàvia i Grècia. El 1941 va comandar les forces alemanyes al sud-est d'Europa responsables de l'ocupació de Grècia i Iugoslàvia. El juliol de 1942, durant el Case Blue, l'ofensiva d'estiu alemanya al sud de Rússia, va ser nomenat comandant del Grup d'exèrcits A, responsable de la principal empenta cap al Caucas i Bakú.
Després de la guerra, List va ser acusat de crims de guerra i crims contra la humanitat i va ser jutjat en el judici dels ostatges de 1947. Va ser condemnat i condemnat a cadena perpètua. List va ser alliberat aviat per mala salut i va morir el 1971.

## Biografia
List, nascut a Oberkirchberg a Württemberg l'any 1880, fill d'un metge. Va entrar a l'exèrcit de Baviera el 1898; el 1913 es va incorporar a l'Estat Major de Baviera.
Va servir com a oficial d'estat major a la Primera Guerra Mundial (1914-1918). List va passar quatre anys al front com a comandant d'un regiment d'infanteria, on tenia com un dels seus subordinats el llavors caporal Adolf Hitler. Després de la guerra, List es va quedar al Reichswehr. El 1922 esdevingué comandant d'un batalló alpí. Cridat al ministeri de Defensa el 1926, va ser nomenat director d'educació militar, després comandant de l'escola d'infanteria de Dresden. El 1932, va ser ascendit a Generalleutnant. El 1938, després de l'Anschluss d'Àustria amb Alemanya, List tenia la tasca d'integrar les Forces Armades austríaques a la Wehrmacht.

### Segona Guerra Mundial
El 1939, List va comandar el 14è Exèrcit alemany en la invasió de Polònia. La tasca de List era avançar el seu exèrcit al sud de Polònia immediatament a l'inici de la invasió, per formar l'ala sud extrema d'una maniobra d'encerclament realitzada per les forces alemanyes destinada a atrapar l'exèrcit de camp polonès a la regió general de Varsòvia. No va complir aquesta missió, tot i que es va trobar amb elements avançats del XIX Panzerkorps al comandament del general Heinz Guderian a poca distància al sud de Brest-Litovsk, el 17 de setembre de 1939. Després de la conclusió dels combats a Polònia, que es van accelerar per l'ocupació de la part oriental del país per les forces soviètiques (tal com es va acordar en el Pacte Molotov-Ribbentrop), List i el seu exèrcit van romandre a Polònia com a forces d'ocupació.

### Invasió de França
Durant la gran ofensiva alemanya contra França i els Països Baixos de maig a juny de 1940, el 14è exèrcit va romandre a Polònia, però aquest no va ser el cas del seu comandant. El maig de 1940 List va comandar el 12è exèrcit durant la caiguda de França. El 12è exèrcit era una unitat del Grup d'Exèrcits A, sota el comandament de Gerd von Rundstedt. Va ser aquest grup d'exèrcits el que va forçar amb èxit les Ardenes i després va fer l'avenç imperatiu el 15 de maig de 1940, que va propagar el pànic a les forces franceses i va tallar les forces expedicionàries britàniques de les seves línies de subministrament.
Després d'aquesta campanya reeixida, List va estar entre els dotze generals que Hitler va promoure a mariscal de camp durant la cerimònia dels mariscals de camp de 1940. A principis de 1941, les tropes alemanyes s'estaven concentrant constantment al front oriental del Tercer Reich, en preparació de l'operació Barbarroja, la invasió alemanya de la Unió Soviètica. L'OKW creia que abans que Barbarroja es pogués llançar caldria eliminar la possibilitat d'interferències de Grècia sotmetent militarment aquest país, en una operació anomenada Operació Marita. List va ser delegat per negociar amb l'Estat Major búlgar, i es va signar un acord secret que permetia el lliure pas de les tropes alemanyes pel territori búlgar. La nit del 28 al 29 de febrer de 1941, les tropes alemanyes —incloent List, que ara comandava el 12è Exèrcit— van prendre posicions a Bulgària, que l'endemà es va unir al Pacte Tripartit.

### Invasió de Grècia i Iugoslàvia

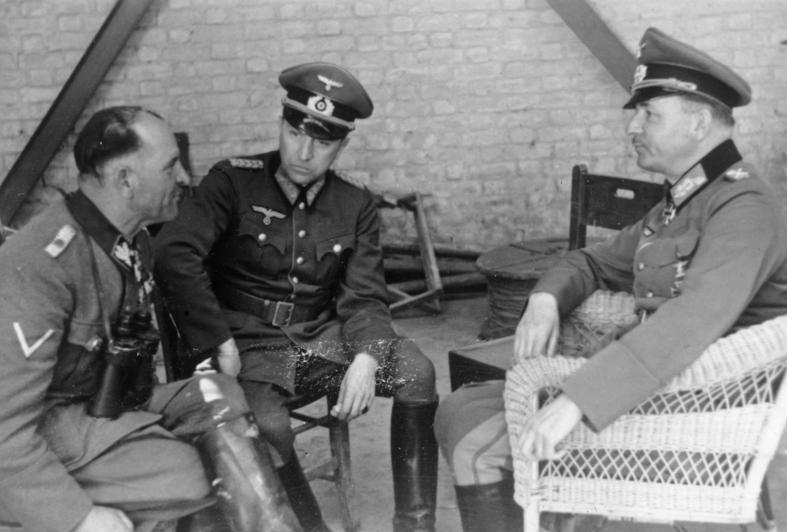
List (dreta) amb el general de les Waffen-SS Sepp Dietrich (esquerra) a Grècia, abril de 1941

El 6 d'abril de 1941 la Wehrmacht va llançar invasions tant de Grècia com de Iugoslàvia. El 12è Exèrcit de List, format per quatre divisions blindades i 11 divisions d'infanteria motoritzada, va superar totalment les forces defensores. Les forces alemanyes van ocupar Belgrad el 13 d'abril i Atenes el 27 d'abril. La campanya continental dels Balcans va acabar amb l'evacuació de les forces britàniques el 28 d'abril. Als Balcans List es va implicar en l'assassinat massiu de centenars de milers de civils per haver ordenat la presa d'ostatges i assassinats de represàlia.

### Campanya d'estiu de 1942 i acomiadament
A principis de juliol de 1942, List va prendre el comandament del Grup d'Exèrcits A, recentment format a partir de la divisió del Grup d'Exèrcits Sud durant l'ofensiva d'estiu dels alemanys anomenada Case Blue. Les seves ordres eren prendre Rostov i després avançar cap al Caucas per prendre les zones riques en petroli de Maikop i Grozni. Les forces alemanyes van progressar durant dos mesos, prenent Maikop i gairebé fins a Grozni, a uns 650 km de Rostov.
No obstant això, a finals d'agost, el seu avanç s'havia aturat, principalment a causa de l'enfortiment considerable de la resistència soviètica, i també a causa de l'escassetat crítica de combustible i munició, ja que el grup de l'exèrcit va superar les seves línies de subministrament. Les coses es van empitjorar per als alemanys amb l'eliminació a mitjans d'agost de la majoria de les unitats de combat de la Luftwaffe al nord per donar suport a la unitat del 6è Exèrcit a Stalingrad.
Hitler es va enfadar per la pèrdua d'impuls. Va enviar a Alfred Jodl el 7 de setembre per visitar List i dir-li que progressés més ràpidament. List va explicar a Jodl que no tenia prou forces per trencar les línies soviètiques per capturar Grozny. List també creia que encara era possible capturar Grozny si se suspenien tots els altres atacs i es donava prioritat al seu grup d'exèrcits en subministraments i reforços. Jodl va estar d'acord amb List i va transmetre aquesta informació a Hitler, que es va posar furiós. Quan List va proposar traslladar algunes unitats de punta de llança aturades a una altra part menys avançada del front per ajudar a destruir les tossudes forces soviètiques, Hitler el va rellevar del comandament el 9 de setembre i va intentar comandar el grup d'exèrcits des de l'OKH. El 22 de novembre de 1942, va posar al capdavant Paul Ludwig Ewald von Kleist. List va passar la resta de la guerra a casa seva i mai va tornar al servei actiu.

### El procés dels ostatges

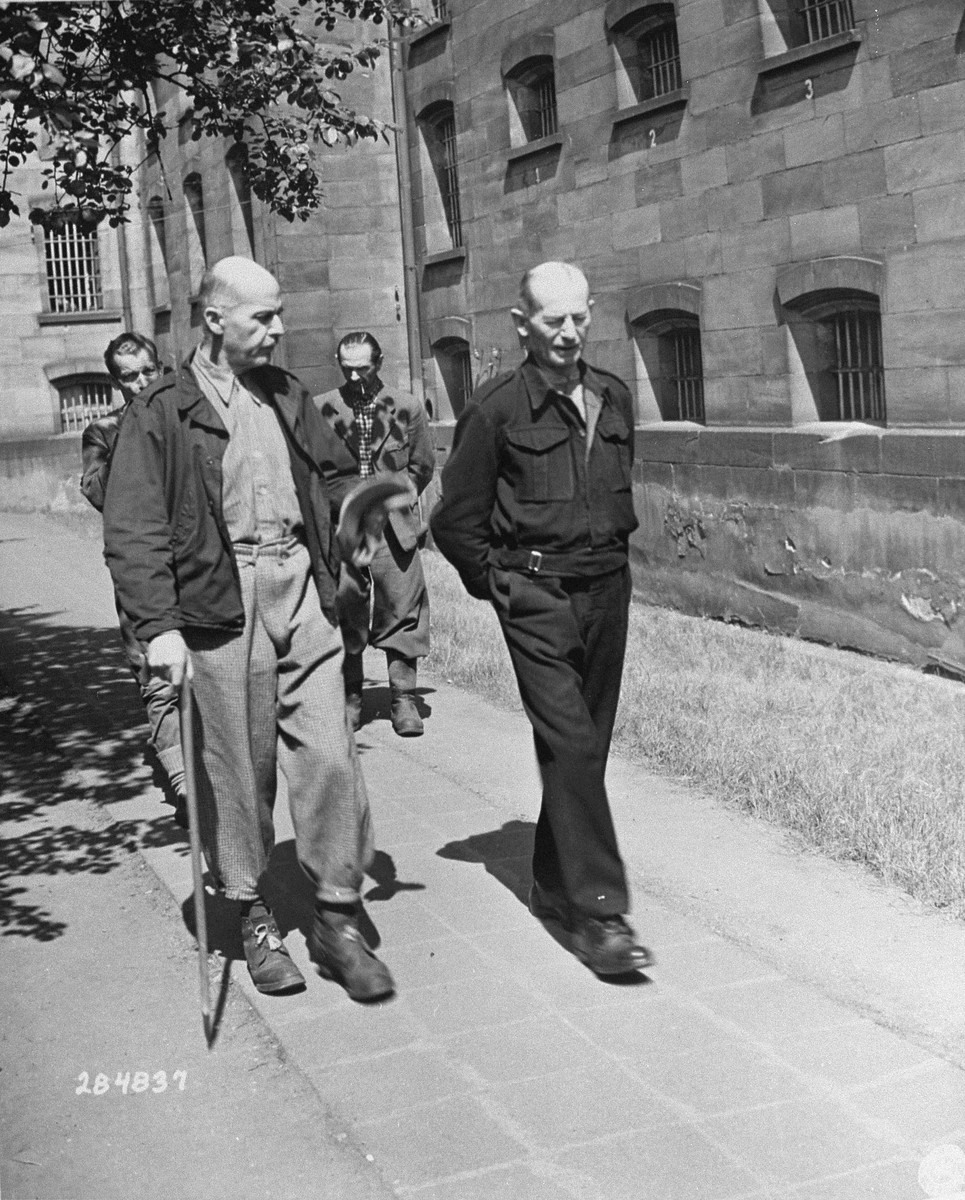
Wilhelm List (esquerra) i Walter Kuntze (dreta) passegen pel pati de la presó durant el cas dels ostatges.

List va ser arrestat pels aliats després de la guerra. El 1947, List i 11 antics subordinats van ser acusats de crims de guerra i crims contra la humanitat , principalment l'assassinat de represàlia dels ostatges serbis a Iugoslàvia. List va ser jutjat davant d'un tribunal militar nord-americà en el judici dels ostatges, condemnat a cadena perpètua el febrer de 1948. List va sortir de la presó el desembre de 1952, oficialment a causa d'un mal estat de salut. No obstant això, va viure 19 anys més i va morir el 17 d'agost de 1971 als 91 anys.

## Dates de promoció
Fähnrich (8 de febrer de 1899);
 Leutnant (7 de març de 1900);
 Oberleutnant (9 de març de 1908);
 Hauptmann (22 de març de 1913);
 Major (26 de setembre de 1919);
 Oberstleutnant (1 d'octubre de 1923);
 Oberst (1 de març de 1927);
 Generalmajor (1 de novembre de 1930);
 Generalleutnant (1 d'octubre de 1932);
 General der Infanterie (1 d'octubre de 1935);
 Generaloberst (20 d'abril de 1939);
 Generalfeldmarschall (19 de juliol de 1940)

## Condecoracions
Creu de Cavaller de la Creu de Ferro 30 de setembre de 1939 com Generaloberst i comandant en cap del 14. Armee
 Creu de Ferro 1914 de 1a Classe
 Creu de Ferro 1914 de 2a Classe
 Insígnia de Ferits 1918 en Negre
 Creu de Cavaller del Reial Orde Prussià de Hohenzollern amb espases
 Orde del Mèrit Militar de 4a classe amb Espases i Corona (Baviera)
 Creu de cavaller de l'Orde de Frederic (Württemberg)
 Creu del Mèrit Militar de 3a classe amb insígnia de guerra (Àustria-Hongria
 Creu d'Honor 1914-1918
 Barra de 1939 a la Creu de Ferro 1914 de 1a Classe
 Barra de 1939 a la Creu de Ferro 1914 de 2a Classe
 Creu de Cavaller de l'orde del Mèrit Militar (Bulgària)